# Homoeomeria hololeuca
Homoeomeria hololeuca är en fjärilsart som beskrevs av George Francis Hampson 1910. Homoeomeria hololeuca ingår i släktet Homoeomeria och familjen tofsspinnare. Inga underarter finns listade i Catalogue of Life.